# Василенко Надія Володимирівна
Василенко Надія Володимирівна (нар. 9 квітня 1948 року в м. Волгоград, РФ) — доктор педагогічних наук, професор, відмінник освіти України, завідувач кафедри управління та адміністрування КЗВО «Вінницька академія безперервної освіти».

## Життєпис
Народилась 9 квітня 1948 року в м. Волгоград в сім'ї службовців. У 1967 році закінчила середню школу, вступила до Вінницького педагогічного інституту на фізико-математичний факультет, який закінчила з відзнакою у 1970 році.

## Професійна діяльність
1970  — закінчила з відзнакою Вінницький педагогічний інститут ім. М. Островського, була направлена на роботу у Вінницьку школу-інтернат. За період педагогічної діяльності працювала вихователем, вчителем, організатором позакласної та позашкільної роботи.
1976 — призначена директором СВШ № 24.
1982 — директор середньої загальноосвітньої школи І-III ступенів – гуманітарно-естетичний колеж № 29. 
2008  — захист дисертації на здобуття наукового ступеня кандидата педагогічних наук на тему «Підготовка керівників загальноосвітніх навчальних закладів до інноваційної діяльності». 
2014  — захист дисертації на здобуття наукового ступеня доктора педагогічних наук на тему «Наукові засади розвитку професійної соціокомунікативної компетентності керівників профільних загальноосвітніх навчальних закладів у системі післядипломної освіти».
2021  — здобула другу вищу освіту за спеціальністю «Публічне управління та адміністрування».

## Звання та нагороди
Нагрудний знак і Почесна грамота Кабінету Міністрів України. 
Почесна грамота МОН України.
Почесний диплом Міністерства освіти і науки України та Національної академії педагогічних наук України. 
Переможець конкурсу «Портфоліо керівника профільного загальноосвітнього навчального закладу».
2000 — присвоєно почесне звання «Заслужений учитель України».
2011 — одержала «Громадянське визнання – 2011» у номінації «Науковець – практикам».

## Наукова, педагогічна та навчально-методична робота
Автор понад 230 наукових і навчально-методичних праць, серед них 3 – монографії, близько 100 навчальних посібників (у тому числі 5 із грифом Міністерства освіти і науки України), понад 110 наукових статей у провідних фахових виданнях і збірниках наукових праць, методичних рекомендацій для викладачів, учителів, учнів, студентів тощо.

Коло наукових інтересів:
- Інноваційний менеджмент.
- Підготовка керівників закладів освіти до інноваційної діяльності.
- Розвиток логічного мислення особистості.
- Управління підготовкою та введенням профільного навчання в старшій школі.
- Розвиток професійної компетентності керівників ЗЗСО у системі безперервної освіти.
- Підготовка здобувачів вищої освіти (першого, другого рівнів вищої освіти, першого наукового ступеня) в галузі знань «Управління та адміністрування».

Особисті досягнення: сертифікований тренер з інтерактивного навчання, адаптивного управління ЗНЗ, освітнього менеджменту.

## Наукові публікації
- Василенко Н. В. Навчальні плани та анотована освітньо-професійна програма підвищення кваліфікації керівників навчальних закладів за очно-дистанційною формою навчання. – Вінниця : ВОІПОПП, 2014. – 58 с.

- Василенко Н. В. Хмарні технології в управлінні навчальним закладом / Н. В.Василенко. – Харків : Основа, 2015. – 112 с.

- Василенко Н. В. Мережева модель оцінювання атестації керівників навчального закладу : інноваційна розробка //  VІ Міжнародний фестиваль педагогічних інновацій : інноваційна розробка / Н. В.Василенко // Черкаси : ЧОІППО, 2014. – 84 с.

- Василенко Н. В. Підготовка керівників загальноосвітніх навчальних закладів до інноваційної діяльності : моногр. / Н. В. Василенко. – Вінниця : Едельвейс і К, 2010. – 224 с.

- Василенко Н. В. Розвиток професійної соціокомунікативної компетентності керівників профільних загальноосвітніх навчальних закладів : моногр. / Н. В. Василенко. – Вінниця : Планер, 2012. – 312 с.

- Василенко Н. В. Елементи логіки : курс лекцій / Н. В. Василенко. – Вінниця : Едельвейс і К, 2010. – 296 с.

- Василенко Н. В. Інновації в освіті : освіт.-проф. прогр. перманент. автор. 2-річ. курсів для працівників освіти, Р(М)МК та кер. ПЗНЗ : навч.-метод. посіб. / Н. В. Василенко. – Вінниця : ВОІПОПП, 2010. – 107 с.

- Василенко Н. В. Інноваційна діяльність директора школи : наук.-метод. посіб. / Н. В. Василенко. – Харків: Основа, 2010. – 96 с. – (Серія «Адміністратору школи»; Вип. 7 (91)).

- Василенко Н. В. Організація профільного навчання в загальноосвітньому навчальному закладі : навч.-метод. посіб. / Н. В. Василенко. – Вінниця : ВОІПОПП, 2010. – 172 с.

- Василенко Н. В. Організація профільного навчання в школі: нормативно-правове забезпечення, методичні рекомендації, досвід організації : навч.-метод. посіб. / Н. В. Василенко. – Харків: Основа, 2010. – 160 с. – (Серія «Адміністратору школи»).

- Василенко Н. В. Портфоліо педагога й учня : навч.-метод. посіб. / Н. В. Василенко – Харків: Основа, 2010. – 63 с. – (Серія «Адміністратору школи»).

- Василенко Н. В. Елементи логіки : навч.-метод. посіб. для заг. серед. освіти / Н. В. Василенко. – Вінниця : ВОІПОПП, 2011. – 165 с.

- Василенко Н. В. Інноваційний потенціал школи : наук.-метод. посіб. / Н. В. Василенко // Директор школи. – 2011. – №1. – С. 13-24; №2. – С. 23-28; №3. – С. 16-24; №4. – С. 23-30; №7. – С. 3-9.

- Василенко Н. В. Логіка. 5–11 класи : навч.-метод. посіб. / Н. В. Василенко. – Харків: Основа, 2011. – 256 с. – (Серія «Елементи логіки»).

- Василенко Н. В. Технологія підготовки керівників ЗНЗ до інноваційної діяльності : наук.-метод. посіб. / Н. В. Василенко. – Вінниця : Едельвейс і К, 2011. – 152 с.

- Василенко Н. В. Управлінська комунікація керівника навчального закладу / Н. В. Василенко // Управління школою. – 2012. – №2. – С. 53-84.

- Василенко Н. В. Профілізація старшої школи: технологія, досвід, практика / Н. В. Василенко // Управління школою. – 2012. – №7– 9. – С. 40-52.

## Громадська діяльність
У 80-ті роки — голова Замостянської жіночої ради, представляла інтереси жінок, дітей у міських та обласних відомствах.
1993-1994 — депутат міської ради, секретар комісії з питань гласності та соціальної справедливості. 
1998-2002 — депутат міської ради, заступник голови комісії з питань соціального захисту населення, материнства та дитинства. 

Життєве кредо – не зупинятися на досягнутому.